# Crescent City North
Crescent City North is een plaats in Del Norte County in Californië in de VS.

## Geografie
Crescent City North bevindt zich op 41°45′46″Noord, 124°12′31″West. De totale oppervlakte bedraagt 5,1 km² (2,0 mijl²) wat allemaal land is.

## Demografie
Volgens de census van 2000 bedroeg de bevolkingsdichtheid 797,5/km² (2069,1/mijl²) en bedroeg het totale bevolkingsaantal 4028 dat bestond uit:
- 78,53% blanken
- 0,82% zwarten of Afrikaanse Amerikanen
- 6,80% inheemse Amerikanen
- 4,79% Aziaten
- 0,10% mensen afkomstig van eilanden in de Grote Oceaan
- 4,20% andere
- 4,77% twee of meer rassen
- 9,01% Spaans of Latino

Er waren 1567 gezinnen en 1021 families in Crescent City North. De gemiddelde gezinsgrootte bedroeg 2,56.

## Plaatsen in de nabije omgeving
De onderstaande figuur toont nabijgelegen plaatsen in een straal van 40 km rond Crescent City North.